# 岡田知弘
岡田 知弘（おかだ ともひろ、1954年7月11日 - ）は、日本の経済学者。京都大学名誉教授。日本学術会議連携会員（21期・22期）。専門は地域経済学、農業経済学、マルクス経済学。

## 来歴
1954年、富山県西礪波郡福岡町（現・高岡市）生まれ。1973年、富山県立高岡高等学校理数科卒業、京都大学文学部入学。1975年、京都大学経済学部転入学。1978年、京都大学経済学部卒業。1985年、京都大学大学院経済学研究科経済政策学専攻博士後期課程退学、岐阜経済大学専任講師、1988年同助教授。1990年、京都大学経済学部助教授、1996年同教授。1997年、京都大学大学院経済学研究科教授。2010年、京都大学大学院公共政策連携研究部教授を併任（- 2016年）、2015年、京都大学大学院経済学研究科教授へ再配置。
2019年、京都大学を定年退職、京都橘大学現代ビジネス学部教授。

### 学外における主な役職
日本地域経済学会会長（2013年12月～2017年11月）、政治経済学・経済史学会理事（1998年10月～）、自治体問題研究所理事長（2006年6月〜）、日本学術会議連携会員（21期・22期）などを歴任した。

## 著書

### 単著
- 『日本資本主義と農村開発』（法律文化社、1989年）
- 『地域づくりの経済学入門』（自治体研究社、2005年）
- 『道州制で日本の未来はひらけるか』（自治体研究社、2008年）
- 『一人ひとりが輝く地域再生』（新日本出版社、2009年）
- 『地域調査は地域づくり』（自治体研究社、2010年）
- 『震災からの地域再生』（新日本出版社、2012年）
- 『「自治体消滅」論を超えて』（自治体研究社、2014年）

### 共著
- 『21世紀への原子力』（法律文化社、1986年）
- 『むらおこし・まちづくりの検証』（自治体研究社、1990年）
- 『地球環境問題と原子力』（リベルタ出版、1991年）
- 『日本貿易読本』（東洋経済新報社、1992年）
- 『国際化への空港構想』（大月書店、1993年）
- 『現代世界経済の転換と融合』（同文館出版、1993年）
- 『近代日本の軌跡 9 都市と民衆』（吉川弘文館、1993年）
- 『地域と自治体 21 都市と地域の交通問題』（自治体研究社、1993年）
- 『大学改革・最前線』（藤原書店、1995年）
- 『地域と自治体 24 公社・第三セクターの改革課題』（自治体研究社、1997年）
- 『産業空洞化を超えて』（文理閣、1997年）
- 『アグリビジネス論』（有斐閣、1998年）
- 『中小企業とアジア』（昭和堂、1999年）
- 『自立をめざす村』（自治体研究社、2002年）
- 『現代自治体再編論』（日本評論社、2002年）
- 『「構造改革」と自治体再編』（自治体研究社、2003年）
- 『戦後日本の食料・農業・農村 第１巻 戦時体制期』（農林統計協会、2003年）
- 『公共政策への招待』（日本経済評論社、2003年）
- 『街道の日本史 30 東海道と伊勢湾』（吉川弘文館、2004年）
- 『散村・小都市群地域の動態と構造』（京都大学学術出版会、2004年）
- 『日本農村の主体形成』（筑波書房、2004年）
- 『都市のフィロソフィー 都市とは何か、その本質』（こうち書房、2004年）
- 『岩波講座 都市の再生を考える 8 グローバル化時代の都市』（岩波書店、2005年）
- 『地域の力を日本の活力に 新時代の地域経済学』（全国信用金庫協会、2005年）
- 『市民による市民のための合併検証』（自治体研究社、2007年）
- 『基本ケースで学ぶ地域経済学』（有斐閣、2008年）
- 『行け行け!わがまち調査隊―市民のための地域調査入門』（自治体研究社、2009年）
- 『新自由主義か 新福祉国家か―民主党政権下の日本の行方』（旬報社、2009年）
- 『高度成長の時代(1) 復興と離陸』（大月書店、2010年）
- 『高度成長の時代(2) 過熱と揺らぎ』（大月書店、2010年）
- 『TPP反対の大義』（農文協、2010年）
- 『TPPと日本の論点』（農文協、2011年）
- 『高度成長の時代(3) 成長と冷戦への問い』（大月書店、2011年）
- 『3.11を生きのびる―憲法が息づく日本へ』（かもがわ出版、2011年）
- 『復興の息吹き―人間の復興・農林漁業の再生』（農文協、2012年）
- 『脱原発の大義』（農文協、2012年）
- 『原発に依存しない地域づくりへの展望』（自治体研究社、2013年）
- 『お母さん町長奮闘記―京都・与謝野町共生と循環のまちづくり』（自治体研究社、2013年）
- 『「生存」の東北史―歴史から問う3・11』（大月書店、2013年）
- 『〈大国〉への執念―安倍政権と日本の危機』（大月書店、2014年）
- 『災害の時代に立ち向かう―中小企業家と自治体の役割』（自治体研究社、2016年）

### 編著
- 『国際化時代の地域経済学』（有斐閣、1997年）
- 『市町村合併の幻想』（自治体研究社、2003年）
- 『住民投票の手引』（自治体研究社、2004年）
- 『京都経済の探究』（高菅出版、2006年）
- 『「生存」の歴史と復興の現在』（大月書店、2019年）

### 共編著
- 『地域自治組織と住民自治』（自治体研究社、2006年）
- 『グローバリゼーションと世界の農業』（大月書店、2007年）
- 『協働がひらく村の未来』（自治体研究社、2007年）
- 『山村集落再生の可能性』（自治体研究社、2007年）
- 『環境再生のまちづくり』（ミネルヴァ書房、2008年）
- 『幻想の道州制』（自治体研究社、2009年）
- 『中小企業振興条例で地域をつくる』（自治体研究社、2010年）
- 『TPPで暮らしと地域経済はどうなる』（自治体研究社、2010年）
- 『人間にとっての都市と農村』（学文社、2011年）
- 『平成合併を検証する―白山ろくの自治・産業・くらし』（自治体研究社、2015年）
- 『地方消滅論・地方創生政策を問う』（自治体研究社、2015年）
- 『核の世紀―日本原子力開発史』（東京堂出版、2016年）

### 外国語翻訳版
- "지역 만들기의 정치경제학: 주민이 직접 만드는 순환형 지역경제" 양준호·김우영訳（한울아카데미、2016年）
『地域づくりの経済学入門』の韓国語訳。

## 主なテレビ出演
- NHKスペシャル―プロジェクトJAPAN最終章 日本復興のために（2012年1月9日放送）[3]